# Fram Mesa
Fram Mesa är en platå i Antarktis. Den ligger i den centrala delen av kontinenten. Nya Zeeland gör anspråk på området.